# Ветлянский сельсовет
Ветлянский сельсовет — сельское поселение в Соль-Илецком районе Оренбургской области Российской Федерации.
Административный центр — село Ветлянка.

## История
Статус и границы сельского поселения установлены Законом Оренбургской области от 2 сентября 2004 года № 1424/211-III-ОЗ «О наделении муниципальных образований Оренбургской области статусом муниципального района, городского округа, городского поселения, установлении и изменении границ муниципальных образований»

## Население
| 2010 | 2012 | 2013 | 2014 | 2015 |
| ---- | ---- | ---- | ---- | ---- |
| 999  | ↘977 | →977 | ↗979 | ↗982 |

## Состав сельского поселения
| № | Населённый пункт | Тип населённого пункта       | Население |
| - | ---------------- | ---------------------------- | --------- |
| 1 | Ветлянка         | село, административный центр | ↗979      |